# エドガル・セヴィキャン
エドガル・マルティロソヴィチ・セヴィキャン（Edgar Martirosovich Sevikyan、2001年8月8日 - ）は、ロシア・モスクワ出身のサッカー選手。FCパリ・ニジニ・ノヴゴロド所属。ポジションはフォワード。

## クラブ経歴
アルメリアの流れを組む両親の下モスクワに生まれ、2017年に家族と共にバレンシアを訪れ、FCロコモティフ・モスクワからレバンテUDの下部組織に移った。2019年6月22日、レバンテUDと3年間のプロ契約を結んだ。
2020年1月19日、セグンダ・ディビシオンBのCEサバデル戦 (0-1) でリザーブチームデビューを飾った。7日後、エルクレスCF戦 (3-1) で移籍後初ゴールを挙げた。
2020年12月5日、ヘタフェCFとの一戦でトップチームデビューを果たした。
2022年7月6日、FCパリ・ニジニ・ノヴゴロドに3年契約で移籍した。

## 代表経歴
ロシア代表のU-15からU-21までの代表歴がある。アルメニアのパスポートを保有するため、ロシア代表とアルメニア代表の選択権を持つ。